# Banghak-dong
Banghak-dong (koreanska: 방학동) är en stadsdel i Sydkoreas huvudstad Seoul. Den ligger i stadsdistriktet Dobong-gu i norra delen av staden. 

## Indelning
Administrativt är Banghak-dong indelat i:
| Namn    | Namn                | Yta i km² | Invånare 1 jan 2020 |
| ------- | ------------------- | --------- | ------------------- |
| 방학1동 | Banghak 1(il)-dong  | 0,69      | 29 761              |
| 방학2동 | Banghak 2(i)-dong   | 0,74      | 20 950              |
| 방학3동 | Banghak 3(sam)-dong | 2,64      | 28 703              |